# Boris Miranda
Boris Iván Miranda Espinoza (La Paz, 21 de enero de 1984-Miami, Florida; 16 de mayo de 2021) fue un periodista e investigador boliviano. Conocido por su  trabajo de periodismo investigativo sobre la conflictividad social en Bolivia, su trabajo estuvo especializado en políticas públicas sobre drogas, investigación, crónica y seguridad siendo considerado como uno de los referentes más destacados del periodismo boliviano del siglo XXI.
Desarrolló su trabajo en medios de su país, así como en la BBC, fue trainer de la Deutsche Welle Akademie. Fue pionero en el periodismo digital en Bolivia, convirtiéndose en instructor en diferentes espacios.

## Biografía

### Primeros años
Miranda nació en la ciudad de La Paz, fue uno de los tres hijos de Jenny Espinoza e Iván Miranda Balcázar, destacado periodista y docente universitario, estudió en el colegio San Calixto, para posteriormente seguir la carrera de Ciencias Políticas  en la Universidad Mayor de San Andrés, en La Paz.

### Carrera periodística
Fue miembro activo de las primeras comunidades digitales de Bolivia, coproduciendo uno de los primeros podcasts del país en 2007, publicando blogs y siendo usuario activo de redes sociales como espacio lúdico, social y herramienta periodística.
Inició su carrera periodística en 2008 en el periódico La Prensa, posteriormente fue parte del grupo de fundadores del periódico Página Siete, donde trabajó entre 2010 y 2013, fue miembro del consejo editorial de la revista El Desacuerdo, y desde 2015 se unió a la redacción de la cadena BBC desarrollando labores como productor multimedia, corresponsal en Bolivia, desde 2017 en Colombia.
Como parte de su trabajo periodístico en la BBC Miranda publicó artículos sobre eventos como la conflictividad asociada en Bolivia al proyecto de una carretera por el Territorio indígena y parque nacional Isiboro-Sécure, o la renuncia de Evo Morales y la crisis asociada.

### Fallecimiento
Falleció en la ciudad de Miami en los Estados Unidos el 16 de mayo de 2021 siendo todavía un joven de 37 años de edad. La comunidad periodística de su país lamentó el hecho. Autoridades como el presidente de Bolivia, Luis Arce, o el alcalde de La Paz, Iván Arias; entidades como el viceministerio de Comunicación y el Ministerio de Gobierno expresaron públicamente sus homenajes. De la misma manera, en las comunidades de redes sociales como Twitter y Facebook, de las que era usuario, sus amigos y colegas expresaron su pesar destacando la calidad humana y profesional del periodista.

## Obra
Entre su obra escrita se encuentran artículos de investigación periodística, y crónica, publicó los libros:
- La mañana después de la guerra, 2012.[28]
- La última tarde del adiós, 2013.[29] Sobre la caída de Sánchez de Lozada y la masacre de octubre negro.

Participó como colaborador en el libro:
- 30 años de democracia en Bolivia: repaso multidisciplinario a un proceso apasionante (1982 - 2012).

## Premios y distinciones
Entre las distinciones que le fueron otorgadas se encuentran:
- Premio Nacional de Periodismo sobre Municipios, 2010
- Beca de Periodismo Avanzado de Investigación, 2011.
- Distinción al Mérito Periodístico de la Fundación Konrad Adenauer y la Asociación de Periodistas de La Paz, 2011.
- Premio Nacional de Periodismo Digital, 2012
- Bolivia DataBootCamp con el proyecto ¿Adónde las llevan?, 2013
- Victory Medal a la Excelencia en Periodismo Político, 2015[6]